# Damir Grgić
Damir Grgić (Gladbeck, 18 maggio 1992) è un calciatore croato, difensore del Coblenza.

## Carriera
Il 25 agosto 2021 si trasferisce a titolo definitivo alla squadra albanese del Kastrioti.

## Statistiche

### Presenze e reti nei club
Statistiche aggiornate al 5 gennaio 2022.
| Stagione              | Squadra               | Campionato            | Campionato | Campionato | Coppe nazionali | Coppe nazionali | Coppe nazionali | Coppe continentali | Coppe continentali | Coppe continentali | Altre coppe | Altre coppe | Altre coppe | Totale | Totale |
| Stagione              | Squadra               | Comp                  | Pres       | Reti       | Comp            | Pres            | Reti            | Comp               | Pres               | Reti               | Comp        | Pres        | Reti        | Pres   | Reti   |
| --------------------- | --------------------- | --------------------- | ---------- | ---------- | --------------- | --------------- | --------------- | ------------------ | ------------------ | ------------------ | ----------- | ----------- | ----------- | ------ | ------ |
| gen.-mag. 2014        | Austria Klagenfurt    | RL                    | 11         | 0          |                 | -               | -               |                    | -                  | -                  |             | -           | -           | 11     | 0      |
| 2015-2016             | Rudar Velenje         | 1.SNL                 | 15         | 0          | CS              | 3               | 0               |                    | -                  | -                  |             | -           | -           | 18     | 0      |
| 2016-2017             | Rudar Velenje         | 1.SNL                 | 25         | 1          | CS              | 3               | 1               |                    | -                  | -                  |             | -           | -           | 28     | 2      |
| Totale Rudar Velenje  | Totale Rudar Velenje  | Totale Rudar Velenje  | 40         | 1          |                 | 6               | 1               |                    | -                  | -                  |             | -           | -           | 46     | 2      |
| 2017-gen. 2018        | Pune City             | ISL                   | 3          | 0          |                 | -               | -               |                    | -                  | -                  |             | -           | -           | 3      | 0      |
| 2018-2019             | Aluminij              | 1.SNL                 | 19         | 2          | CS              | 1               | 0               |                    | -                  | -                  |             | -           | -           | 20     | 2      |
| 2019-2020             | Inter Zaprešić        | 1.HNL                 | 20         | 1          | CC              | 3               | 1               |                    | -                  | -                  |             | -           | -           | 23     | 2      |
| 2020-2021             | Inter Zaprešić        | 2.HNL                 | 13         | 0          | CC              | 1               | 0               |                    | -                  | -                  |             | -           | -           | 14     | 0      |
| Totale Inter Zaprešić | Totale Inter Zaprešić | Totale Inter Zaprešić | 33         | 1          |                 | 4               | 1               |                    | -                  | -                  |             | -           | -           | 37     | 2      |
| 2021-2022             | Kastrioti             | KS                    | 7          | 0          | CA              | 2               | 0               |                    | -                  | -                  |             | -           | -           | 9      | 0      |
| Totale carriera       | Totale carriera       | Totale carriera       | 113        | 4          |                 | 13              | 2               |                    | -                  | -                  |             | -           | -           | 126    | 6      |